# スーダラ節
「スーダラ節」（スーダラぶし）は日本の昭和期の代表的な流行歌である。ハナ肇とクレージーキャッツ、とりわけ植木等が爆発的な人気を得るきっかけを作った曲で、作詞は青島幸男、作曲は萩原哲晶による。レコードは1961年8月20日、東芝音楽工業（現：ユニバーサル ミュージック合同会社）から発売された。累計売上は80万枚。

## 概要
それまでのレコード制作はレコード会社主導だったが、このレコードの原盤は渡辺プロダクションが制作し、東芝音楽工業は販売のみ担当した。芸能プロが初めてマスターテープを制作したレコードでもある。「今で言うインディーズである」（戸井十月）。
元々は「こりゃシャクだった」のB面を埋めるために作られた曲であったが、こちらのほうがヒットしてしまい、後にA面とB面が入れ替えられている。シングル盤のジャケット写真には、当時病気療養中であった石橋エータロー以外の6人が写っている。このジャケットのデザインは1986年の「実年行進曲/新五万節」にも引用され、クレージーのメンバーがオリジナルと同じポーズをとっている。
作曲者の萩原はステージでの植木のキャラクターにあった曲作りのために、まず植木の口癖でもあった「スイスイスーダララッタ～」のフレーズをメロディーにして、植木の承諾を取りつつ、残りの部分を作った。しかし、非常に生真面目な性格の植木は青島が書いた歌詞を見て、歌うことを躊躇したそうだが、浄土真宗の僧侶である父の植木徹誠から「『わかっちゃいるけどやめられない』は人間の矛盾をついた真理で、親鸞の教えに通じる」「必ずヒットするぞ」と励まされた。
父の言う通り、発売されるや否や「スーダラ節」は大ヒットを記録した（小林信彦は「なぜか名古屋から火がついた」と述べている）。しかし植木自身は「こんな歌がヒットするようでは悲しいなぁ」「冗談じゃない」「こんなのがヒットするってことは、俺が考えてる日本と本物の日本は違うものなのか」と思い悩んでいたと言う。
また、大ヒットを受け、1962年には大映（現・角川映画）で『スーダラ節 わかっちゃいるけどやめられねえ』が製作された（「映画」で詳述）。
このほか、CMソングにも起用されている。1984年には朝日麦酒（アサヒビール、現：アサヒグループホールディングス）の「アサヒの生 生とっくり&生つのだる」のCMソングに、2007年には松浦亜弥により、ETC普及促進PRの一環としてカバーされた。
1990年、この歌をメインとした、植木等およびクレージーキャッツのヒットメドレー「スーダラ伝説」（編曲：宮川泰）が植木の歌唱で発売され、オリコンチャート最高10位を記録するヒットとなる。植木は歌手としても23年ぶりに紅白歌合戦出場を果たし、『第41回NHK紅白歌合戦』歌手別視聴率で男女1位となる56.6%（ビデオリサーチ・関東地区調べ）を記録した。

## 歌われている映画
- スーダラ節 わかっちゃいるけどやめられねぇ（1962年3月25日/弓削太郎監督）

メインタイトル部とエンディングで歌われる。メインタイトルでは歌詞に関係有る場面がバックに映され（1：バーのネオンサイン、2：競馬、3：女性の脚）、EDではクレージーがアカペラで歌う。なおメインタイトル部では、サビの部分は短縮されている。
- ニッポン無責任時代（1962年/古澤憲吾監督）

下宿に帰った平均（植木）が、外れ馬券を投げ捨てて、背広を直しながら2番を歌う。これもサビは短縮。
- 私と私（1962年/杉江敏男監督）

クレージー扮する「荒木プロ」の面々が、旅行先の伊豆で歌う。
- 踊る大捜査線 THE MOVIE 2 レインボーブリッジを封鎖せよ!（2003年/本広克行監督）

犯人グループの一人が潜伏先の建物で1番を口ずさんでいるが、歌の途中で警察に確保される。
これらの他にも、『サラリーマン清水港』『続サラリーマン清水港』（双方とも1962年/松林宗恵監督）の冒頭、新聞配達人（大沢健三郎）が自転車を漕ぎながらこの歌を歌っている。

## カバー
スーダラ節
- Invader - 1979年にシングルとして、本曲をディスコ調にアレンジした『ディスコ スーダラ節』が発売された。
- イヤホンズ - 2017年発売のシングル「一件落着ゴ用心 【AKIBA'S TRIP -THE ANIMATION-盤】」に「イヤホンズのスーダラ節」としてドラマパートを加えてアレンジされ収録されている。
- おやじGALS - シングル「平成スーダラ節/OLバージョン」のタイトルで1990年発売。尚、このバージョンを作詞したのは、青島幸男の実の娘である青島美幸である。
- Togo-chef Pw. GUHROOVY & NO+CHIN - 「スーダラ節（平成版ラガ&ジャングルMIX）」。編曲は藤後浩之と内堀彰（GUHROOVY）によるもの。音楽ゲーム『DANCE 86.4』や『pop'n music』に収録されている。2005年発表。曲紹介ページ
- SAKEROCK - 2ndアルバム『songs of instrumental』（2006年発売）に収録。ギターの星野源がボーカルを担当。星野源のソロCDブック『ばらばら』（平野太呂・共著、2007年発売）には弾き語りバージョンが収録されている。
- 松浦亜弥 - ETCのPRCMでイメージソング
- 夏木マリ - アルバム『THE HIT PARADE』（2008年発売）に収録。
- tamamix - のアルバム『u・ku・lu』（2011年発売）に収録。
- 井ノ原快彦、横山裕、手越祐也 - 「トマト DE つけパン - トリオ DE つけひた」名義による替え歌。味の素「クノールカップスープ 完熟トマトまるごと1個分使ったポタージュ」のCMソング。
- チャラン・ポ・ランタン - シングル「忘れかけてた物語」（2014年）に収録。
- 植木等 （セルフカバー）
  - 「スーダラ節'79」のタイトルで- シングル「これで日本も安心だ!」（TP-10569 東芝EMI）B面収録。1979年発売。編曲宮川泰。本人によるセルフカバー。
  - 結成25周年記念アルバム『ハナ肇とクレージーキャッツ』（TP-80076 東芝EMI）収録。1979年発売。セルフカバー。前述の「スーダラ節'79」と同一オケだが、サビ部分にクレージー・メンバーのコーラスが入っている別テイク。
  - アルバム『スーダラ伝説』（FHCF-1088 ファンハウス）収録。1990年発売。編曲溝淵新一郎（クレジット上は編々曲）。セルフカバー。「（平成ミックスヴァージョン）」と「（昭和モノミックスヴァージョン）」と、同一オケながらテイク違いが2種類存在し、前者は特殊な編集はされていないヴァージョンで、本アルバムや90年代にファンハウスから発売された植木のアルバム数種類に収められている（カッコ書きは外され、単に「スーダラ節」と表記されている）。後者はレコード盤を意識した、深いリヴァーブのかかったモノラルヴァージョンで、本アルバムのみの収録。またアルバム冒頭に収録されたメドレーナンバー「スーダラ伝説」のラストでは本曲のサビに『歓喜の歌』のメロディーがリミックスされた。

- 米米CLUB - アルバム『米米CLUB』に「赤いシュプール」とのメドレーで収録。
- 遠藤久美子 - 2001年放送のスバル・プレオのCM曲として（歌詞の内容を軽快な走りになぞらえて）使われた。
- すイエんサーガールズ - NHKEテレの科学教育バラエティ番組『すイエんサー』エンディング曲。
- 加山雄三 - カバーアルバム『MESSAGE～加山雄三 J-Standardを歌う～』（2013年7月3日発売）収録。生前の植木のヴォーカル・トラックと組み合わせたデュエット形式になっている。
- 氷川きよし - アルバム『新・演歌名曲コレクション3 -みれん心-』（2016年6月14日発売）収録 
- 山本耕史
- トリオ DE つけひた（井ノ原快彦、横山裕、手越祐也） - 2012年発表。味の素「クノールカップスープ」のCM「トマト DE つけパン」篇にて替え歌を披露。
- プレキン∞ - 2017年発表。プレミアムフライデー応援ソングの替え歌「プレキン節 〜替え歌ofスーダラ節〜」として披露。
- 浜田雅功 - 2020年放送の出前館のCMで替え歌を披露。

その他
- pop'n music シリーズ
- コナミの音楽ゲームシリーズ。家庭用11作目に『スーダラ節（平成版ラガ＆ジャングルＭＩＸ）』のタイトルでカバー版が収録された。同作の店舗購入特典で配布された非売品CDにロングバージョンが収録されている。また、DANCE 86,

## エピソード
この曲の2番は、競馬で大穴を狙うも最終レースまで外れ、ボーナスをスッてしまうという内容の歌詞になっている。
1992年の有馬記念終了後、植木が中山競馬場で開かれたミニコンサートでこの曲を披露したところ、競馬ファンがサビの部分を大合唱するまでに盛り上がったという（通常、馬券を買うために競馬場を訪れる競馬ファンが、コンサートのような場内イベントに興味を示すことはあまり無いとされる）。
都知事時代の青島が歌詞の一部を漢詩にしたためた書が残されており、2007年の追悼展で一般公開された。

## 映画
1962年に歌のヒットを受け大映で『スーダラ節 わかっちゃいるけどやめられねえ』が映画製作され公開された。1962年3月25日公開。カラー・大映スコープ・上映時間69分。
この映画をきっかけに、有給休暇等を除いて毎日、欠勤しないで出勤しているが、社内で仕事をせずに遊んでいる社員を指す『スーダラ社員』という言葉が生まれた。

### キャスト
- 石橋信一：川口浩
- 夢田春夫：川崎敬三
- 荒牧しのぶ：藤原礼子
- 中村渉外課長：ハナ肇
- 松子：目黒幸子
- 藤村：中条静夫
- 野上：大辻伺郎
- 弓子：渋沢詩子
- ルリ子：浜田ゆう子
- 英子：弓恵子
- 上山：世志凡太
- 石橋のじいさん：花布辰男
- 石橋のばあさん：須藤恒子
- 石橋の父：原田該
- 石橋の母 ：竹里光子
- 植木等
- スマイリー小原
- 戸川[18]：守田学[19]
- 三国[18]：沢善郎[19]
- 馬淵[18]：松本幹二[19]
- 小原[18]：竹村南海児[19]

### スタッフ
- 企画：竹谷豊一郎
- 監督：弓削太郎
- 原作：青島幸男
- 脚色：高橋二三
- 音楽：萩原哲晶
- 撮影：石田博

### 同時上映
- 『江梨子』

### 映像ソフト
- 1992年1月24日に徳間ジャパンコミュニケーションズからビデオソフト（VHS）が発売&レンタルされたが廃盤、現在は角川書店からDVDが発売&レンタルされている。